# Victoria (программа)
Victoria — компьютерная программа, предназначенная для оценки работоспособности, тестирования и мелкого ремонта жёстких дисков. Разработана белорусским индивидуальным предпринимателем, специалистом по восстановлению информации Казанским Сергеем Олеговичем. Бесплатна (freeware). Работает под управлением ОС DOS и Windows.
Является представителем класса программ, работающих с тестируемым оборудованием непосредственно через порты ввода-вывода, то есть на самом низком уровне. Это позволяет получить наиболее высокие эксплуатационные качества из возможных, хотя и усложняет процесс создания и использования такого ПО.

## Общая информация
Версии программы, выходившие до 2004 года, помимо стандарта ATA, поддерживали накопители фирмы Fujitsu в технологическом режиме (позволяя выполнять такие операции, как чтение и запись ПЗУ, модулей микрокода, и т. д., за исключением записи модулей, которая была отключена в бесплатных версиях). Начиная с версии 3.0, выпущенной 22 апреля 2005 года, программа была значительно усовершенствована и могла поддерживать любые накопители информации с интерфейсами IDE и SATA. Технологическое меню для Fujitsu было исключено, и от него осталась лишь возможность скрытия дефектов.
20 февраля 2004 года вышла в свет последняя версия программы для DOS — 3.54 с русским интерфейсом. Представляет собой версию, поддерживающую накопители объёмом в несколько терабайтов. В 2006 году вышла в свет версия 4.0 для ОС Windows, работающая с IDE и SATA винчестерами через порты. Начиная с версии 4.2, благодаря добавлению возможности работы с дисками через Windows API, стали доступны накопители на интерфейсах USB, Flash, FireWire, SCSI и др.
В 2018 году в программу добавлена поддержка SSD, а алгоритмы тестирования изменены с учётом их особенностей: добавлена автоматическая коррекция размера блока, автоматическая настройка таймаутов (из-за значительно большей скорости обмена данными у SSD, по сравнению с аналогичными HDD). Добавлено несколько десятков S.M.A.R.T.-атрибутов для SSD и для «гелиевых» накопителей. API-часть дополнена командами прямого доступа к накопителям через популярные USB-мосты Initio и Genesys Logic.
Программа предназначена для специалистов сервисных центров и технических энтузиастов, используется при ремонте или при восстановлении информации с жёстких дисков. Возможности программы:
- низкоуровневое тестирование (функция предназначена для выявления сбойных участков (бэд-секторов) на поверхности жёсткого диска);
- определение среднего времени доступа (функция предназначена для оценки производительности тестируемого жёсткого диска, позволяет обнаружить намечающиеся дефекты путём сортировки прочитанных блоков данных по времени доступа);
- управление уровнем шума (функция позволяет изменять скорость перемещения головок жёсткого диска и предназначена для снижения уровня шума);
- стирание информации без возможности восстановления;
- установка master и user паролей;

В этой программе собраны практически все возможные диагностические инструменты и, в отличие от фирменных утилит, поставляемых с конкретной моделью жёсткого диска, в ней нет ограничений на поддерживаемые модели. Это позволяет ей входить в состав обязательных утилит для диагностики накопителей данных.

## Достоинства
- программа бесплатна;
- поддерживает новые S.M.A.R.T. атрибуты SSD-дисков;
- программа не требует установки (для работы версии программы, написанной для ОС Windows, требуется наличие в системной папке /system32/drivers/ файла porttalk.sys);
- за счёт прямого доступа к оборудованию скорость работы программы высока;
- исполняемый файл программы имеет малый размер;
- программа поддерживает множество различных тестов;
- программа поддерживает интерфейс AHCI;
- начиная с версии 4.54b, поддерживает команду TRIM[2].

## Недостатки
- при одновременном запуске нескольких экземпляров программы для проверки чтения/записи нескольких дисков скорость выполнения программы значительно снижается (при визуальной отрисовке таблиц блоков) (вариант устранения — перейти на другую вкладку программы после запуска проверки);
- исходный код программы закрыт;
- отсутствие кроссплатформенности;
- под управлением Windows 9x программа работает только в режиме PIO. При этом режим доступа PIO позволяет решать большую часть проблем с плохими блоками, по сравнению с прямым доступом к устройствам в версии программы для DOS, как сообщает разработчик[3].

## «Пасхальные яйца»
При подключении некоторых моделей жёстких дисков, печально известных своей ненадёжностью, программа может выводить юмористические надписи, такие как:
- «Conner?! И где вы только берете эту гадость?»
- «Aaaa, подсунули Quantum AS! Ну почему мне?!»
- «Aaaa, подсунули Quantum AS, к тому же он дохлый!»
- «IBM DTLA. Хм, странно что он еще жив...»
- «Fujitsu MPG! Вы его чинить не пробовали? Тогда подарите сестре, как это сделал С. Казанский.»